# Laurence Manning

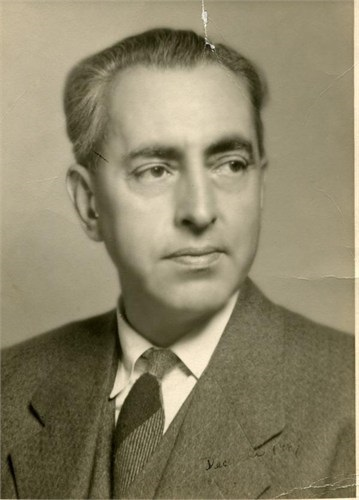
Laurence Manning em dezembro de 1951.

Laurence Manning (✰ St. John's; 20 de julho de 1899; ✝ Monmouth, 10 de abril de 1972) foi um renomado escritor de ficção científica de origem canadense que fez carreira nos Estados Unidos, assim como alguns de seus colegas escritores, foi um dos fundadores da American Rocket Society.

## Trabalhos
- City of the Living Dead em coautoria com Fletcher Pratt (May, 1930 Science Wonder Stories), reprinted by Gernsbeck Publications in 1939
- The Voyage of the Asteroid  (Summer, 1932 Wonder Stories Quarterly)
- Wreck of the Asteroid, Part One (Dec, 1932 Wonder Stories)
- Wreck of the Asteroid, Part Two  (January, 1933 Wonder Stories)
- Wreck of the Asteroid, Part Three  (February, 1934 Wonder Stories)
- The Man Who Awoke, Part 1 (March, 1933 Wonder Stories)
- The Man Who Awoke, Part 2  (April, 1933 Wonder Stories)
- The Man Who Awoke, Part 3  (May, 1933 Wonder Stories)
- The Man Who Awoke, Part 4  (June, 1933 Wonder Stories)
- The Man Who Awoke, Part 5  (August, 1933 Wonder Stories)
- The Call of the Mech Men  (November, 1933 Wonder Stories)
- Caverns of Horror  (March, 1934 Wonder Stories)
- Voice of Atlantis (July, 1934 Wonder Stories)
- The Living Galaxy  (September, 1934 Wonder Stories)
- The Moth Message  (December, 1934 Wonder Stories)
- The Prophetic Voice  (April, 1935 Wonder Stories)
- Seeds From Space  (June, 1935 Wonder Stories)
- World of the Mist, Part 1  (September, 1935 Wonder Stories)
- World of the Mist, Part 2  (October, 1935 Wonder Stories)